# Georg Hannibal Hermann von Hertzberg
Freiherr Georg Hannibal Hermann von Hertzberg (* 16. Februar 1817 in Heuckewalde; † 5. Januar 1905 in Dresden) war ein deutscher Politiker, Abgeordneter des Provinziallandtags der Provinz Sachsen und Rittergutsbesitzer.

## Leben

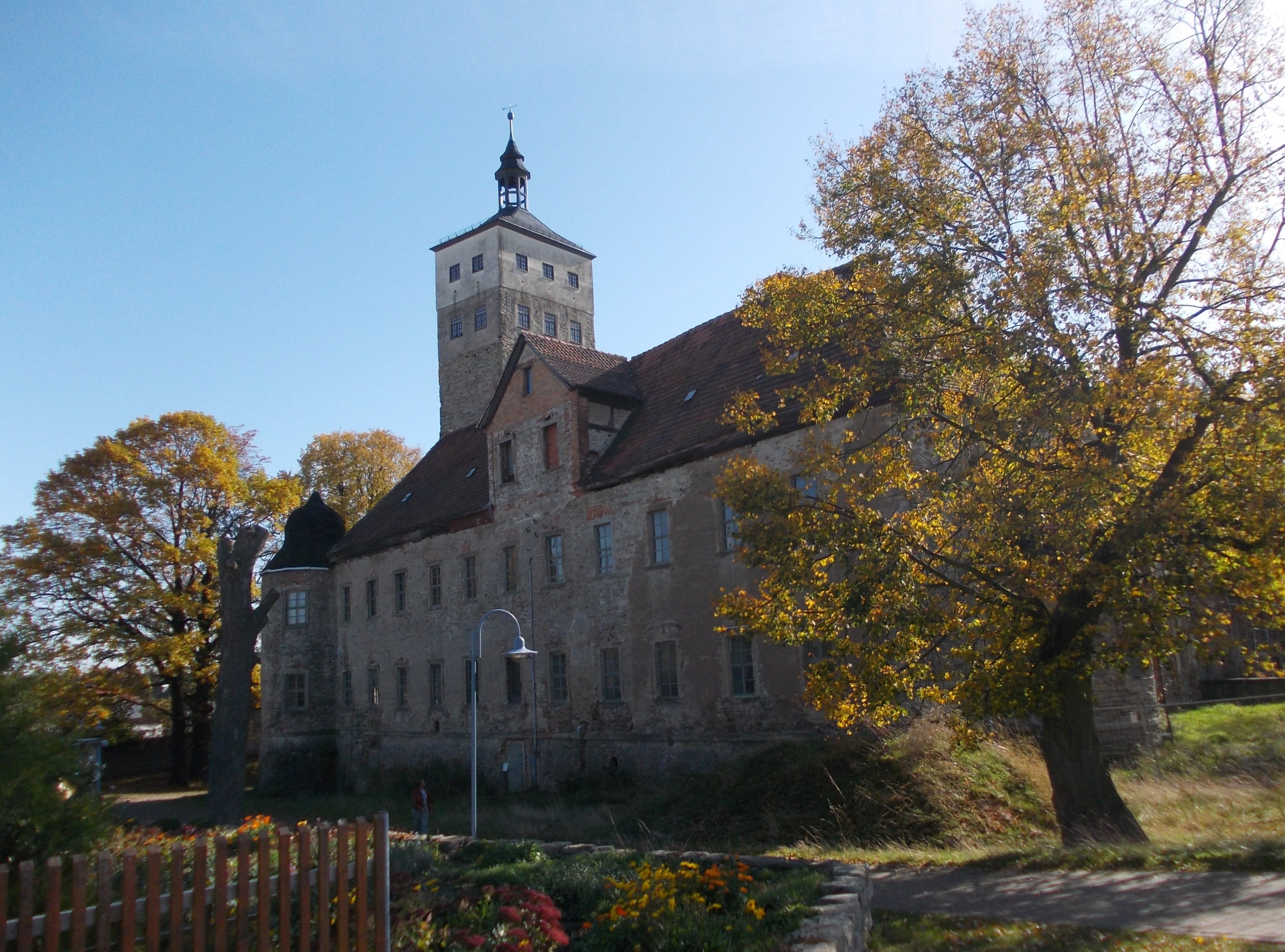
Schloss Heuckewalde, Sitz des Landtagsabgeordneten Georg Hannibal Hermann Freiherr von Hertzberg

Er stammte aus dem in den Freiherrenstand erhobenen thüringischen Adelsgeschlecht von Hertzberg (später Herzenberg genannt) und war der Sohn des preußischen Majors, Stiftsdirektors und Rittergutsbesitzer Hannibal von Hertzberg.
Nachdem sein Vater zum Jahresbeginn 1853 aus dem preußischen Provinziallandtag als Vertreter des Standes der Ritterschaft des Stiftes Naumburg-Zeitz ausgeschieden war, übernahm er dessen Landtagsmandat. Zugleich hatte ihm der Vater auch das Rittergut Heuckewalde mit Hermsdorf im Kreis Zeitz überlassen. Seine beiden Stellvertreter waren der Rittergutsbesitzer von Haugk zu Silbitz im Kreis Zeitz und Graf von der Schulenburg auf Zangenberg zu Beetzendorf in der Altmark.
In seinen letzten Lebensjahren wandte er sich vom Königreich Preußen ab und ließ sich in der sächsischen Landeshauptstadt Dresden nieder, wo er im 88. Lebensjahr starb.

## Familie
Er heiratete am 30. Juni 1853 Agnes geborene von Heynitz aus dem Hause Heynitz bei Meißen. Aus dieser Ehe ging der 1854 in Heuckewalde geborene Sohn Hannibal Ehrenreich Ernst hervor, der sich Freiherr von Herzenberg nannte.

## Nachlass
Sein Nachlass wird heute als Teil des Gutsarchivs Heuckewalde im Landesarchiv Sachsen-Anhalt am Standort Wernigerode verwaltet.